# Duitse andoorn
De Duitse andoorn	(Stachys germanica) is een tweejarige plant uit de lipbloemenfamilie (Lamiaceae). De soort komt van nature voor in het Middellandse Zeegebied tot aan de Donau landen, Centraal-Europa, Zuid-Engeland, de Karpaten en Zuidwest-Azië. In Canada is de Duitse andoorn ingeburgerd. De soort is inheems in Wallonië. Het aantal chromosomen is 2n = 30.
De plant wordt 40-100 cm hoog. De vaak vertakte, vierhoekige stengel is net als de hele plant, grijswit door zijn dikke, fijne, zijdeachtige beharing. De bladeren zijn tegenover elkaar staand. De onderste stengelbladeren hebben een 1-6 cm lange bladsteel en de bovenste, maar vooral de schutbladen, zijn zittend. De 3-10 cm lange en 1-5 cm brede, eivormig-elliptische bladeren hebben een gekartelde bladrand. De bovenste stengelbladeren zijn lancetvormig. De bladeren hebben een groene bovenkant en een grijze- of witachtige onderkant. 
De plant bloeit vanaf juli tot in september met licht karmijnrode tot roze bloemen. De bloeiwijze bestaat uit dichte en rijkbloeiende schijnkransen met zestien tot twintig bloemen, die in het bovenste deel dicht opeen staan. De bloem is 12-18 mm lang. De kelk is dicht, zijdeachtig behaard. De ongelijke, driehoekige kelktanden zijn puntig en steken uit de viltige beharing. Ze zijn drie keer korter dan de kelkbuis. De kelkbuis is even lang als de bloemkroon.
De vrucht is een 2-2,5 mm lange, driehoekige, gladde, zwarte splitvrucht.

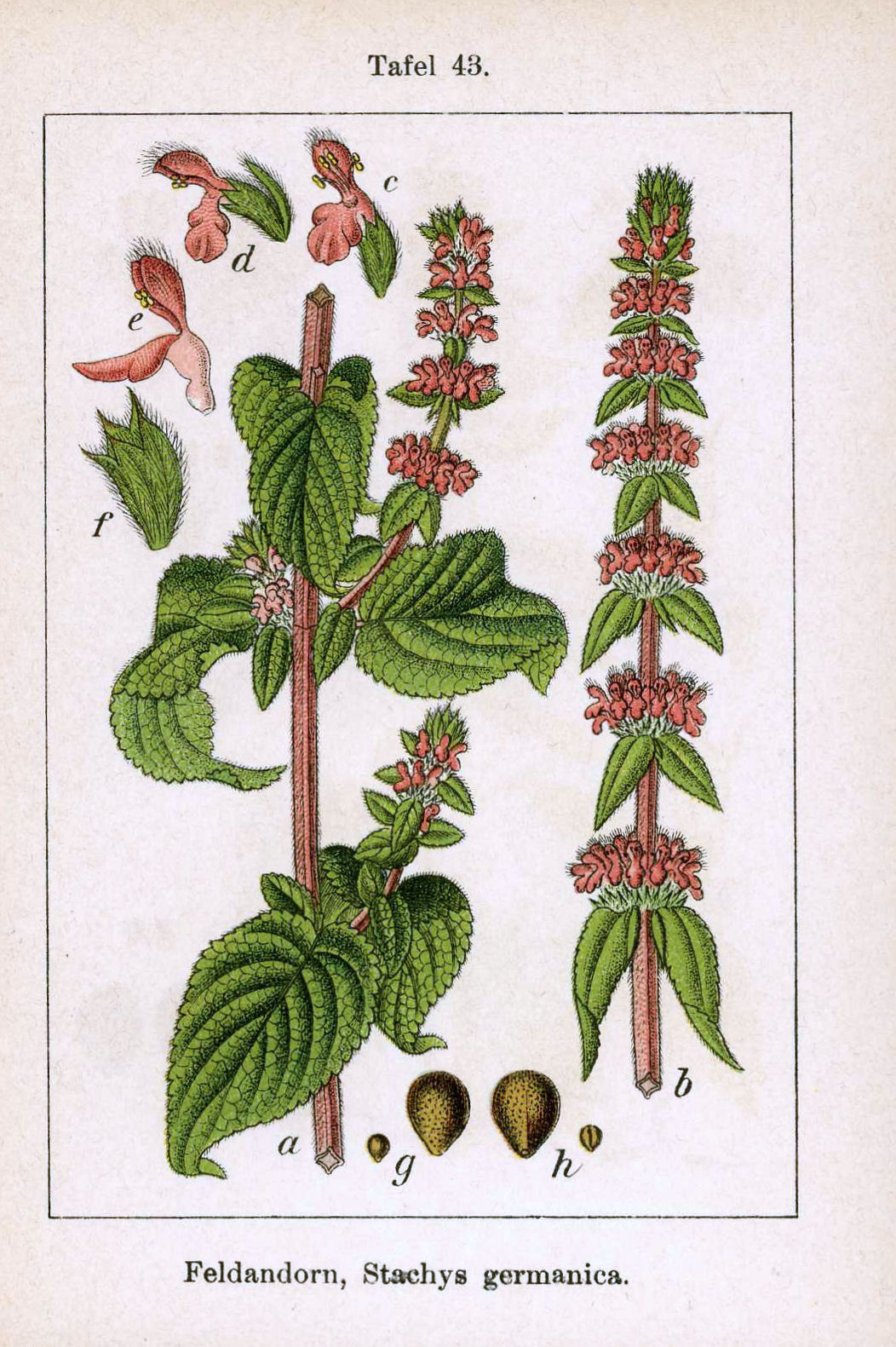
Illustratie door Jacob Sturm
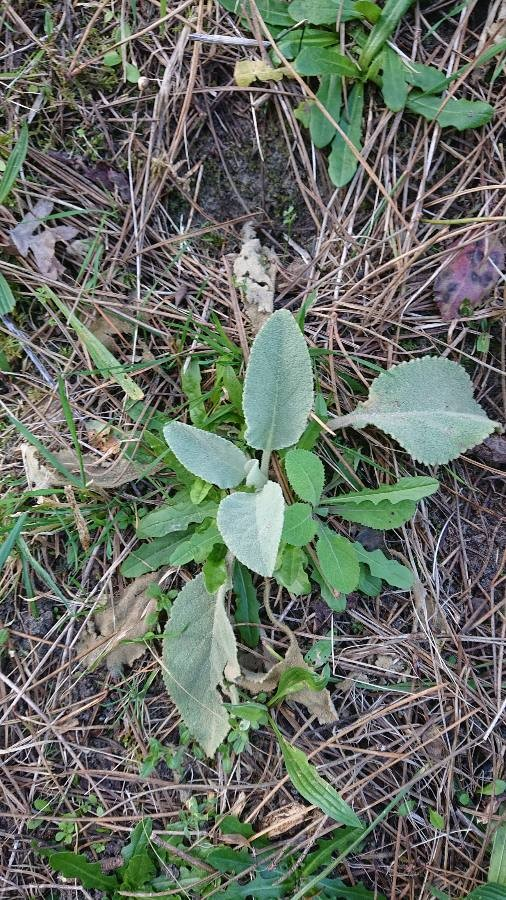
Plant
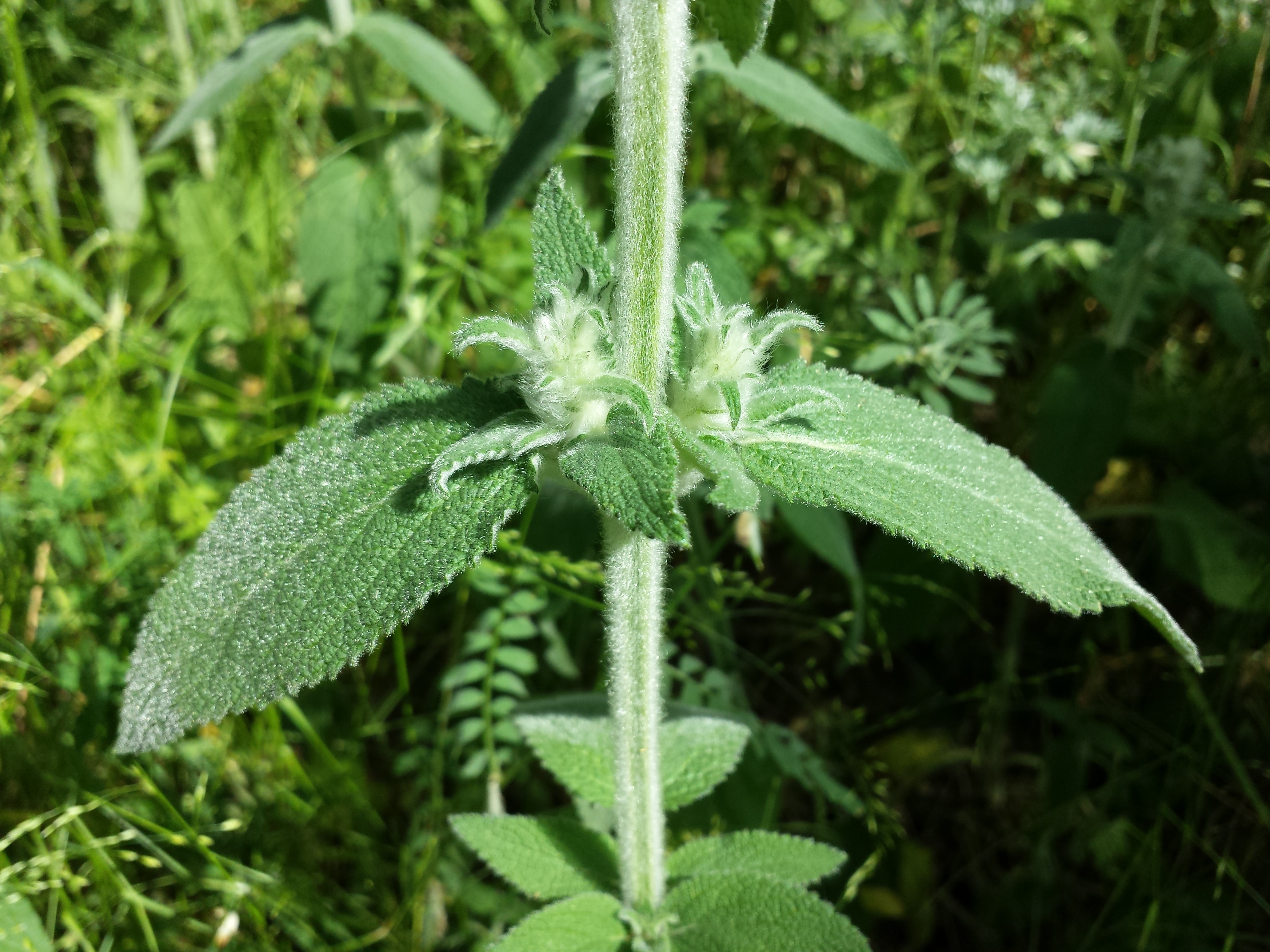
Stengelbladeren
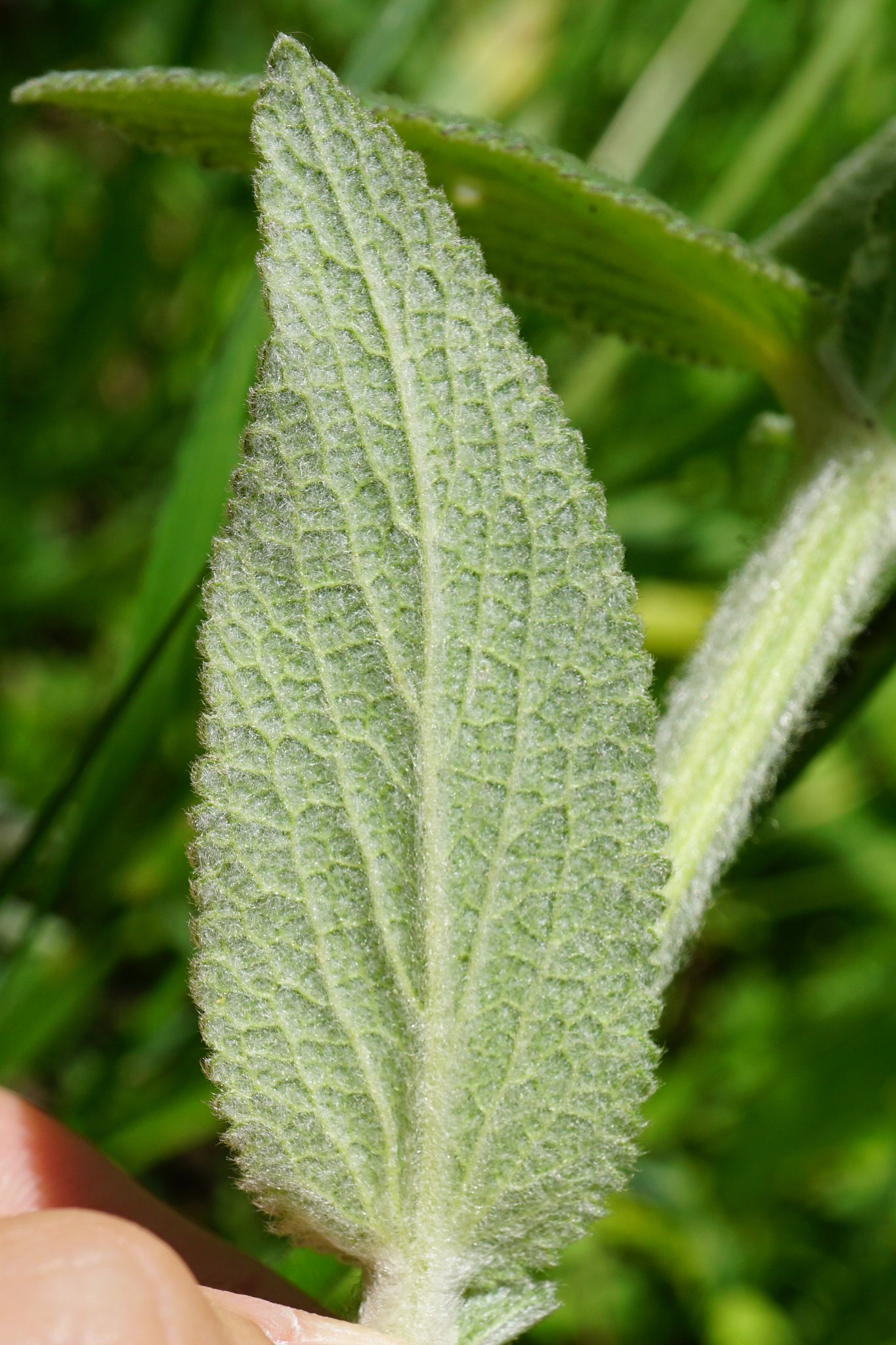
Achterkant blad
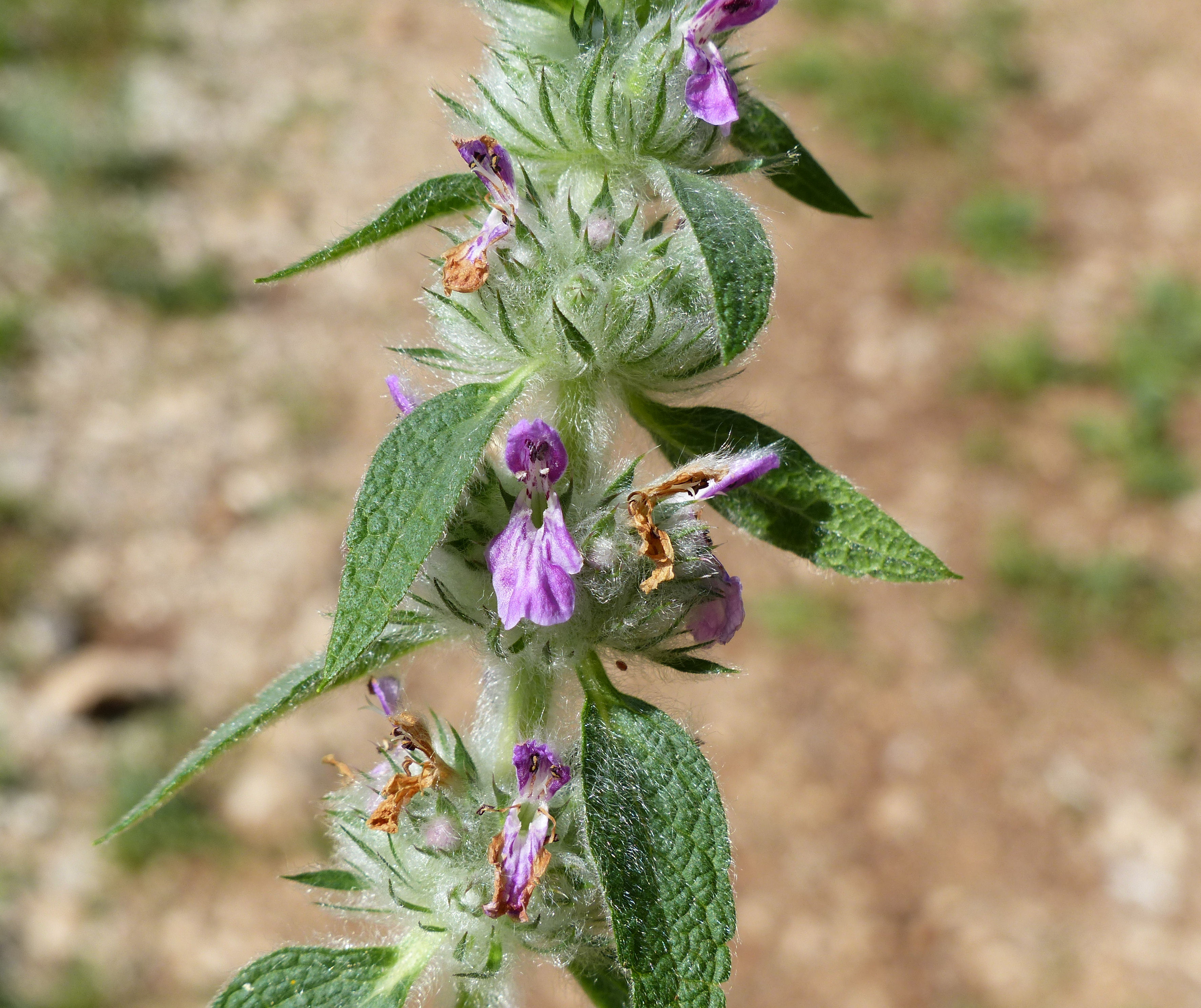
Schijnkrans
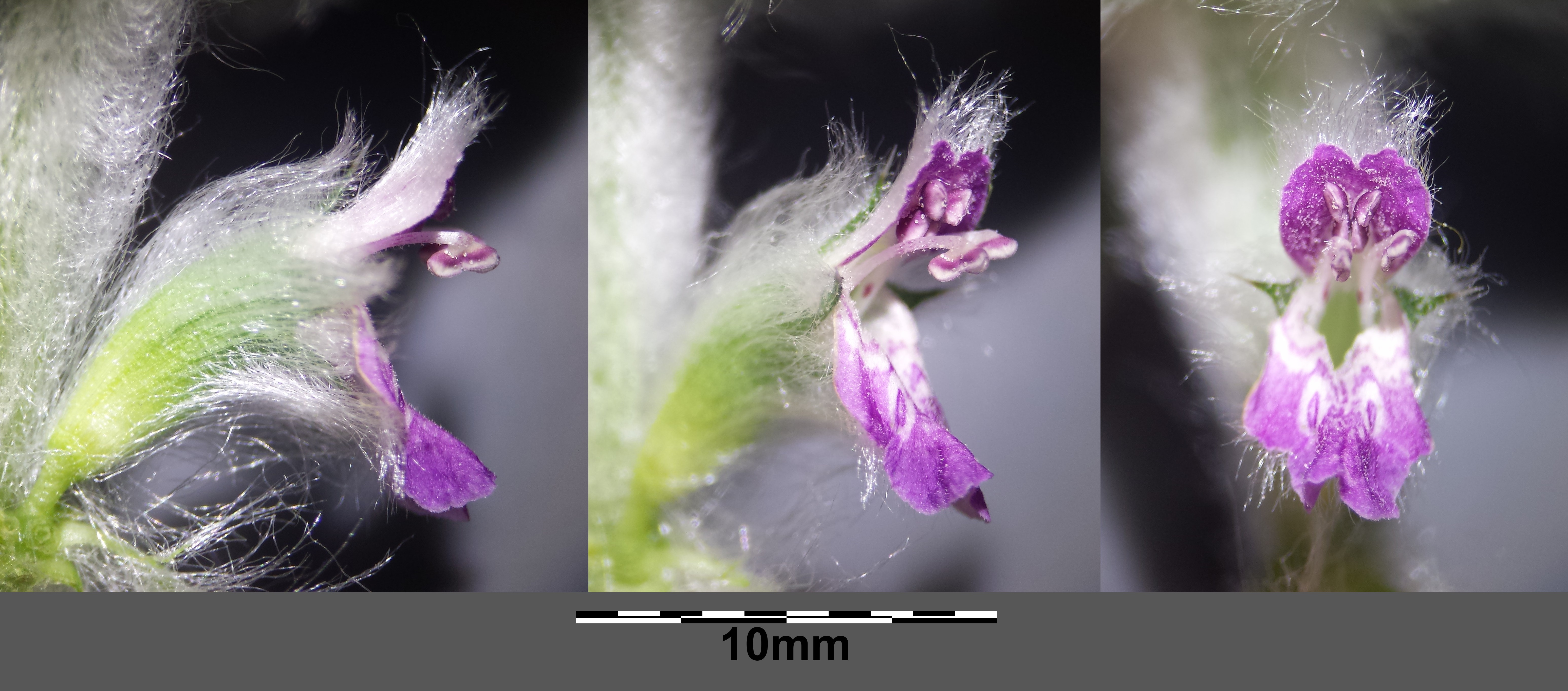
Bloem

De Duitse andoorn komt voor op open plaatsen op vochthoudende, kalkrijke grond in grasland, bermen en langs heggen.

## Ondersoorten
- Stachys germanica subsp. dasyanthes komt voor in Italië, de Kaukasus, Canarische eilanden en Noordwest-Afrika
- Stachys germanica subsp. germanica komt voor in de Kaukasus, Canarische eilanden en Noordwest-Afrika
- Stachys germanica subsp. heldreichii komt voor in het Balkanschiereiland tot aan de Zuidelijke Kaukasus
- Stachys germanica subsp. velezensis komt voor in het Noordwestelijke deel van het Balkanschiereiland